# Baptria decisata
Baptria decisata là một loài bướm đêm trong họ Geometridae.